# دبیرخانه بخش گاله‌ولا
دبیرخانه بخش گاله‌ولا (به لاتین: Galewela Divisional Secretariat) یک منطقهٔ مسکونی در سری‌لانکا است که در ناحیه متاله واقع شده‌است.